# Taringa!
Taringa! est une communauté virtuelle d'Argentine, créée en 2004 par Fernando Sanz, puis acquise en novembre 2006 par Alberto Nakayama et les frères Botbol (Matías et Hernán). Sur Taringa!, les utilisateurs peuvent partager tous types de sujets à travers des envois, qui dans la plupart des cas contiennent des liens pour télécharger des fichiers depuis des serveurs tels que RapidShare ou Megaupload. Il s'agit d'un site Web 2.0. 
Taringa! ne permet pas la publication de contenu sexuellement explicite, ce qui a donné naissance à un site nommé Poringa!. Bien que Poringa! soit un site différent, ses utilisateurs et modérateurs sont les mêmes que ceux de Taringa!.
La popularité des deux site a cru dans une large mesure grâce à leur apparition dans les médias nationaux et ont été l'objet de controverses quant à leur contenu.[réf. nécessaire]